# Sindrome di Uhthoff
La sindrome di Uhthoff (conosciuta anche come fenomeno di Uhthoff, segno di Uhthoff, e sintomi di Uhthoff) è il peggioramento temporaneo dei sintomi neurologici nella sclerosi multipla (SM). Nelle patologie demielinizzanti, quando il corpo è esposto a temperature elevate a causa di stagione calda, esercizi fisici, febbre, saune o bagno turco, gli effetti sono riscontrabili tramite il peggioramento della conduzione nervosa. Con un'aumentata temperatura corporea, in un nervo danneggiato, gli impulsi nervosi sono o bloccati o rallentati, riportata la temperatura entro i valori fisiologici, segni e sintomi regrediscono.

## Storia
Questo fenomeno è stato descritto da Wilhelm Uhthoff nel 1890 come un temporaneo peggioramento della vista nei pazienti colpiti da neurite ottica. Successive ricerche rivelarono che la connessione fra i segni neurologici come la perdita della vista e aumentata produzione del calore, Uhthoff credette dapprima che lo sforzo fosse la causa principale della perdita della vista, tesi poi smontata da successive ricerche dove risultò che il calore era la causa principale della sindrome.

## Importanza clinica
Molti pazienti affetti da sclerosi multipla risentono di un'importante fatica ed altri sintomi come il dolore, difficoltà di concentrazione, e disturbi urinari quando esposti al calore. A causa di ciò, i pazienti con sclerosi multipla tendono ad evitare la sauna, bagni molto caldi, ed altre sorgenti di calore o indumenti particolarmente coprenti che tendono a far sudare eccessivamente.
Studi sui nervi periferici dimostrano che persino un aumento di 0.5 °C della temperatura corporea può rallentare o bloccare la conduzione degli impulsi nervosi nei nervi demielinizzati. Pazienti con importanti livelli di demielinizzazione, un incremento ancora minore della temperatura è sufficiente a rallentare la conduzione nervosa. Esercizi fisici o eseguire varie attività quotidiane comportano significativi aumenti della temperatura negli individui con sclerosi multipla, specialmente se la loro efficienza meccanica è limitata a causa di strumenti per la mobilità, atassia, debolezza, e spasticità. Comunque, è dimostrato che l'attività fisica è utile nella gestione dei sintomi nella sclerosi multipla, riducendo il rischio di comorbidità, e promuovendo una migliore condizione generale.
Con l'aiuto dell'acqua si possono attenuare i sintomi di un'elevata temperatura. In uno studio di White et al. (2000), esercizi con immersione in acqua dalla temperatura di 16-17 °C per 30 minuti ha permesso a individui sensibili al calore con SM di eseguire attività fisica con un migliore comfort e minori effetti collaterali diminuendo la temperatura corporea durante gli esercizi. Esercizi di idroterapia in acque moderatamente fredde di 27-29 °C può essere vantaggioso agli individui con SM, con temperature inferiori a 27 °C non sono raccomandabili a causa di un incremento dei rischi di spasticità muscolare.